# 浦本站
浦本站（日语：／ Uramoto eki */?）是位於日本新潟縣糸魚川市的鐵路車站。現時由越後心跳鐵道（朱鷺鐵）所使用及管理，與鄰站梶屋敷站一樣，自1970年起已為無人站。
車站及路軌沿國道8號並行，沿途穿過多個細小的大字市集群，車站位於大字「間脇」的中心區，不過與其他市集群相連一起時，卻變成位於最邊沿位置，而往後沿東北方的國道行走，沿途全為海岸線，距離下一個大字市集亦有一段距離，因此，它所能夠服務的範圍變得非常有限。在未交由越後心跳鐵道接管時，本站是北陸本線新潟縣段內每日平均使用人數最少的車站，在2011年，曾錄得全年只有2011人使用，平均數不足6人，雖然往後2年均有輕微回升，但2013年度的平均使用人數仍只有9人，比起作為地方交通線的大糸線根知站還要少。
車站建於浦本隧道西側出口旁邊，下行方向一離站便立即進入隧道內，暫時與海岸線及國道8號分開。

## 車站結構
建有木製站舍1座，自開始起便使用至今，是典型鄉郊型小站舍規模。左側為已棄用的站務員留宿處，現時只用作擺放清潔用品等雜物；右側為同樣已封閉的服務櫃位及候車大堂，服務櫃位建於開放式閘口旁邊，並佔了整個候車室約1/4的位置。右側則放置了數張獨立式候車座椅。由於使用人數過少，本站從未設置過簡易售票機。洗手間則位於站舍旁的獨立建築，越過閘口後，左轉沿屋簷通過站舍後便可見。
設有側式月台2個，提供2面2線的配置，有效長度為9輛，不設月台編號，只以「上行」或「下行」及標示目的地為命名。因月台及路軌皆建於盛土上，往泊站方向月台需穿過盛土下的地下道，才可到達另一側的月台。因月台位置比站舍位置為高，通過閘口後，往直江津方向的乘客，可直行沿梯級前往月台；往泊方向，穿過地下道後，再沿斜道及梯級到達月台。兩邊月台均暫時未設有完全的無障礙通道。
各月台中央各設有候車小屋1座，內附候車座椅，除候車小屋外，兩邊月台皆為全露天設計及沒有其他配置。由於月台其中一端與隧道口非常貼近，而JR時期特急列車及貨物列車也頗為頻繁，為安全起見，普通列車停靠時，都會採用月台中央（3輛編成）及靠向梶屋敷方向的末端月台（6輛編成），最近隧道口的1節長度近乎不使用。

### 月台配置
| 月台   | 路線          | 方向 | 目的地         |
| ------ | ------------- | ---- | -------------- |
| 站舍側 | ■日本海翡翠線 | 下行 | 直江津方向     |
| 對側   | ■日本海翡翠線 | 上行 | 糸魚川、泊方向 |

## 歷史
- 1950年1月28日：隨日本國有鐵道北陸本線梶屋敷站～能生站開通而開業。
- 1970年4月13日：貨物及手提貨物提取服務取消，並降為無人站。
- 1987年4月1日：國鐵分割民營化，成為西日本旅客鐵道（JR西日本）車站。
- 2014年12月14日：糸魚川站～能生站間發生停電事故，令北陸本線一度無法通行[7]。
- 2015年3月14日：北陸新幹線開業，改交由越後心跳鐵道接管。

## 利用人數
| 乘車人員推算 | 乘車人員推算 | 乘車人員推算 |
| 年度         | 1日平均人數  | 出處         |
| ------------ | ------------ | ------------ |
| 2004         | 16           | [ 統計 1 ]   |
| 2005         | 18           | [ 統計 1 ]   |
| 2006         | 21           | [ 統計 1 ]   |
| 2007         | 19           | [ 統計 1 ]   |
| 2008         | 16           | [ 統計 1 ]   |
| 2009         | 13           | [ 統計 1 ]   |
| 2010         | 7            | [ 統計 1 ]   |
| 2011         | 5            | [ 統計 1 ]   |
| 2012         | 6            | [ 統計 1 ]   |
| 2013         | 9            | [ 統計 1 ]   |
| 2014         | 10           |              |
| 2015         | 9            | [ 統計 2 ]   |
| 2016         | 12           | [ 統計 3 ]   |
| 2017         | 11           | [ 統計 4 ]   |
| 2018         | 7            | [ 統計 5 ]   |
| 2019         | 8            | [ 統計 6 ]   |
| 2020         | 8            | [ 統計 7 ]   |
| 2021         | 9            | [ 統計 8 ]   |
| 2022         | 8            | [ 統計 9 ]   |
| 2023         | 11           | [ 統計 10 ]  |

## 相鄰車站
越後心跳鐵道
■日本海翡翠線
■快速
通過
■普通
梶屋敷－浦本－能生

### 統計資料
1. ↑  統計いといがわ 第10章 運輸・通信（2014年版） （页面存档备份，存于）（日語）
2. ↑  . えちごトキめき鉄道.   [2020-07-17]. （原始内容存档于2016-07-06） （日语）.
3. ↑  . えちごトキめき鉄道.   [2020-07-17]. （原始内容存档于2017-11-13） （日语）.
4. ↑  . えちごトキめき鉄道.   [2020-07-17]. （原始内容存档于2019-03-31） （日语）.
5. ↑  . えちごトキめき鉄道.   [2020-07-17]. （原始内容存档于2019-07-16） （日语）.
6. ↑  . えちごトキめき鉄道.   [2020-07-17]. （原始内容存档于2020-07-17） （日语）.
7. ↑  . えちごトキめき鉄道.   [2021-07-03]. （原始内容存档于2021-07-03） （日语）.
8. ↑  . えちごトキめき鉄道.   [2022-08-08]. （原始内容存档于2022-08-08） （日语）.
9. ↑  . えちごトキめき鉄道.   [2024-04-28]. （原始内容存档于2024-01-25）.
10. ↑  . えちごトキめき鉄道.   [2024-07-28]. （原始内容存档于2024-07-28）.

## 外部連結
- 越後心動鐵路 浦本站 （页面存档备份，存于）